# Base navale Capitán-Arturo-Prat
La base navale Capitán-Arturo-Prat (en espagnol : Base Naval Capitán Arturo Prat) est une station de recherche chilienne, appartenant à la région de Magallanes et de l'Antarctique chilien. Elle fut nommée ainsi en l'honneur d'Arturo Prat, héros de la marine chilienne. C'est la plus ancienne base chilienne en Antarctique.

## Géographie et histoire
Elle se situe à 62° 30′ S, 59° 41′ O, sur la côte nord du Caletón Iquique, Baie Discovery, île Greenwich (îles Shetland du Sud).
Elle fut inaugurée le 6 février 1947, pendant l'expédition commandée par le Comodore Federico Guesalaga Toro.
Il s'agit d'une base sous la responsabilité de l'Armada de Chile et parmi ses tâches principales on distingue les communications, les études de la ionosphère et météorologiques.
Elle comporte plusieurs sites ou monuments historiques : buste d'Arturo Prat et divers édifices datant de 1947.

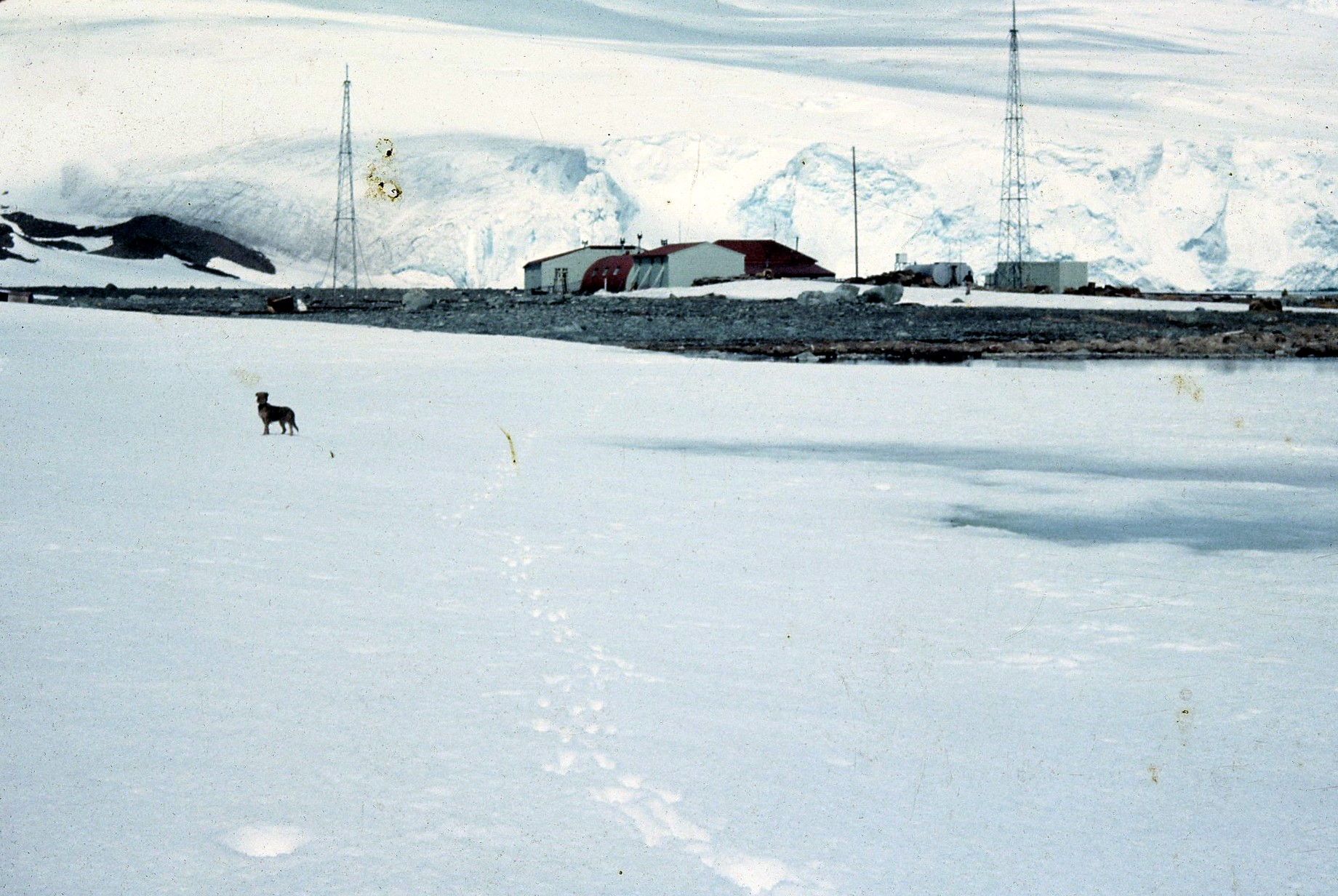
Vue de la base

## Cartographie
- L.L. Ivanov. Antarctica: Livingston Island and Greenwich, Robert, Snow and Smith Islands. Scale 1:120000 topographic map.  Troyan: Manfred Wörner Foundation, 2009.   (ISBN 978-954-92032-6-4)